# Tipula amissa
Tipula amissa är en tvåvingeart som beskrevs av Alexander 1960. Tipula amissa ingår i släktet Tipula och familjen storharkrankar.
Artens utbredningsområde är Moçambique. Inga underarter finns listade i Catalogue of Life.